# Luis Arconada
Luis Miguel Arconada Etxarri (San Sebastián, 26 juni 1954) is een voormalig Spaans voetballer. Hij speelde als doelman bij Real Sociedad. Arconada had als bijnaam El Pulpo (De Octopus).

## Clubcarrière
Arconada begon als voetballer bij Lengokoak. Vervolgens speelde hij van 1970 tot 1974 voor San Sebastián CF. Van 1974 tot 1989 stond de doelman onder contract bij Real Sociedad. De periode van Arconada bij de Baskische club viel samen met de beste periode uit de clubgeschiedenis met de enige twee landstitels van Real Sociedad ooit in 1981 en 1982 en de tweede en tot nu toe laatste Copa del Rey in 1987. Bovendien ontving Arconada driemaal de Trofeo Zamora voor minst gepasseerde doelman van de Primera División (1980, 1981, 1982).

## Interlandcarrière
Arconada speelde 68 interlands voor het Spaans nationaal elftal, waarvan een groot aantal als aanvoerder. Hij debuteerde op 27 maart 1977 tegen Hongarije. Arconada behoorde tot de Spaanse selecties voor de wereldkampioenschappen van 1978 en 1982 en de Europees kampioenschappen van 1980 en 1984. In 1984 haalde hij met Spanje de finale, die echter verloren werd van Frankrijk (0-2). Bij een 0-0 stand blunderde Arconada door bij een duik op een vrije trap van Michel Platini de bal onder zijn borst door te laten glijden met de 0-1 tot gevolg. Mede hierdoor verloor de doelman zijn plaats na het EK 1984 aan Andoni Zubizarreta. Zijn laatste interland speelde Arconada uiteindelijk op 30 april 1985 tegen Wales.

## Erelijst
Met Real Sociedad:
- Primera División: 1980/81, 1981/82
- Copa del Rey: 1986/87
- Supercopa: 1982

Individuele prijzen:
- Trofeo Zamora: 1979/80, 1980/81, 1981/82

1 Arconada ·
2 De la Cruz ·
3 Uría ·
4 Asensi ·
5 Migueli ·
6 Biosca ·
7 Dani ·
8 Juanito · 
9 Quini ·
10 Santillana ·
11 Cardeñosa ·
12 Guzmán ·
13 Miguel Ángel ·
14 Leal ·
15 Marañón ·
16 Olmo ·
17 Marcelino ·
18 Pirri  ·
19 Rexach ·
20 Cano ·
21 San José ·
22 Urruti ·
Coach: Kubala
1 Arconada ·
2 Alexanco ·
3 Migueli ·
4 José Diego ·
5 Uría ·
6 Asensi  ·
7 Dani ·
8 Cardeñosa · 
9 Carrasco ·
10 Quini ·
11 Del Bosque ·
12 Juanito ·
13 Urruti ·
14 Gordillo ·
15 Olmo ·
16 Santillana ·
17 Satrústegui ·
18 Saura ·
19 Cundi ·
20 Tendillo ·
21 Zamora ·
22 Artola ·
Coach: Kubala
1 Arconada  ·
2 Camacho ·
3 Gordillo ·
4 Alonso ·
5 Tendillo ·
6 Alexanco ·
7 Juanito ·
8 Joaquín · 
9 Satrústegui ·
10 Zamora ·
11 López Ufarte ·
12 Urquiaga ·
13 Jiménez ·
14 Maceda ·
15 Saura ·
16 Sánchez ·
17 Gallego ·
18 Uralde ·
19 Santillana ·
20 Quini ·
21 Urruti ·
22 Miguel Ángel ·
Coach: Santamaría
1 Arconada  ·
2 Urquiaga ·
3 Camacho ·
4 Maceda ·
5 Goikoetxea ·
6 Gordillo ·
7 Señor ·
8 Víctor Muñoz · 
9 Santillana ·
10 Gallego ·
11 Carrasco ·
12 Salva ·
13 Buyo ·
14 Julio Alberto ·
15 Roberto ·
16 Francisco ·
17 Alonso ·
18 Butragueño ·
19 Sarabia ·
20 Zubizarreta ·
Coach: Miguel Muñoz